# معهد الدراسات والبحوث البيئية (جامعة عين شمس)
معهد الدراسات والبحوث البيئية بجامعة عين شمس، هو معهد يختص بالدراسات العليا من دبلوم وماجستير ودكتوراه في مجال علوم البيئة.

## أقسام المعهد
يشمل المعهد على 7 أقسام علمية:
- قسم الهندسة البيئية.
- قسم العلوم التربوية والإعلام البيئي.
- قسم العلوم الاساسية والبيئية.
- قسم العلوم الطبية والبيئية.
- قسم العلوم الزراعية والبيئية.
- قسم العلوم الإنسانية والبيئية.
- قسم الاقتصاد القانون والتنمية.